# 比萊 (盧甘斯克州)
48°29′37″N 39°2′12″E / 48.49361°N 39.03667°E

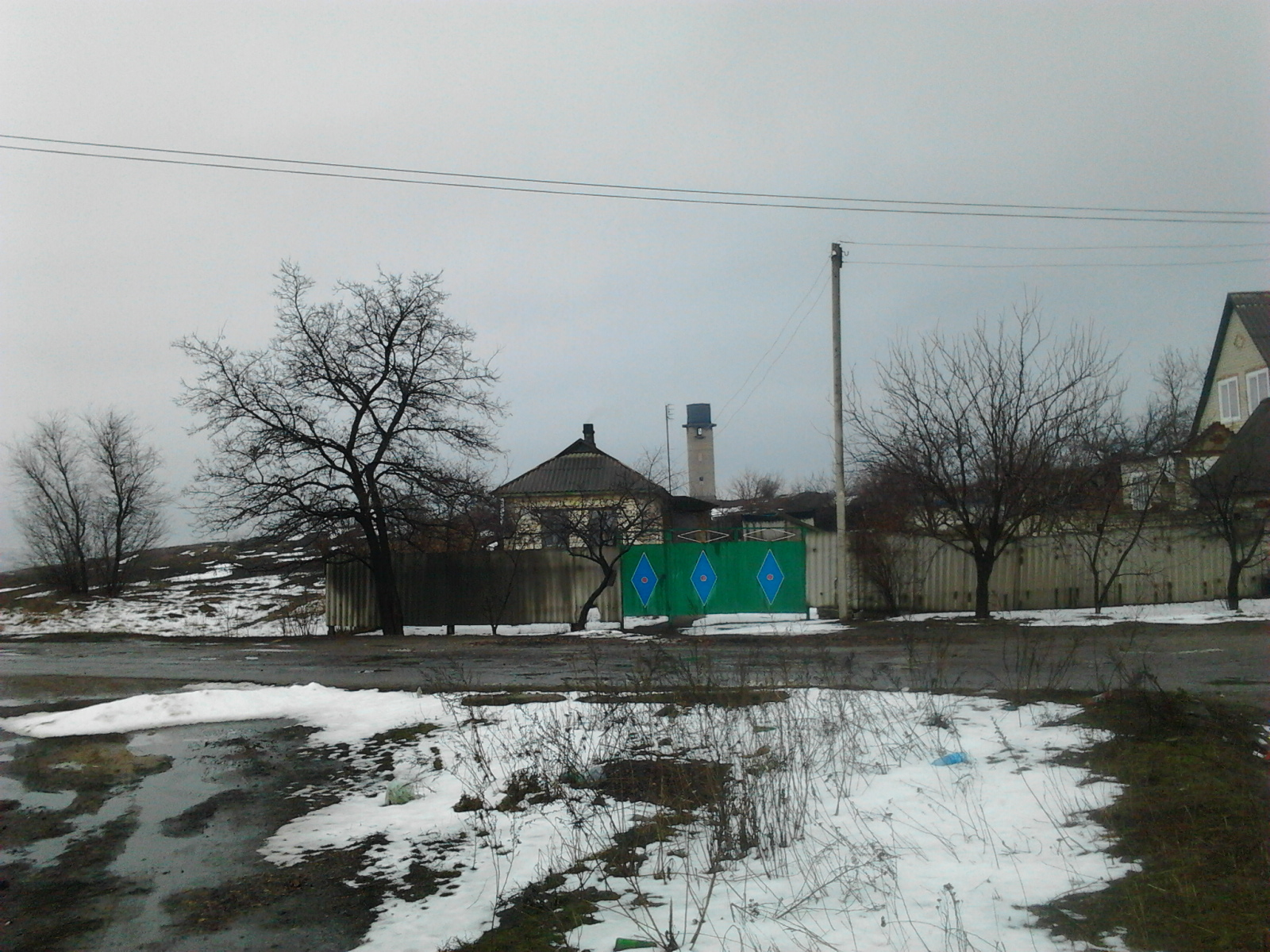
景象

比萊（羅馬化：Bile）是位於烏克蘭東部盧甘斯克州阿爾切夫斯克區阿爾切夫斯克市鎮的鎮。該鎮處於比拉河畔，始建於1705年，面積5平方公里，2011年人口6,593，人口密度每平方公里1,318.6人。
该镇作为卢图吉诺区的一部分，自2014年以来實際上由卢甘斯克人民共和国以市級鎮名義控制，因此该镇仍实际上隶属于已被乌克兰政府废除的卢图吉诺区的市級鎮。